# قرنفل عطري
قَرَنْفُل عِطْريّ أو قَرَنْفُل مِسْكِيّ أو زهر الزر هو نوع من النباتات المزهرة من الفصيلة القرنفلية.

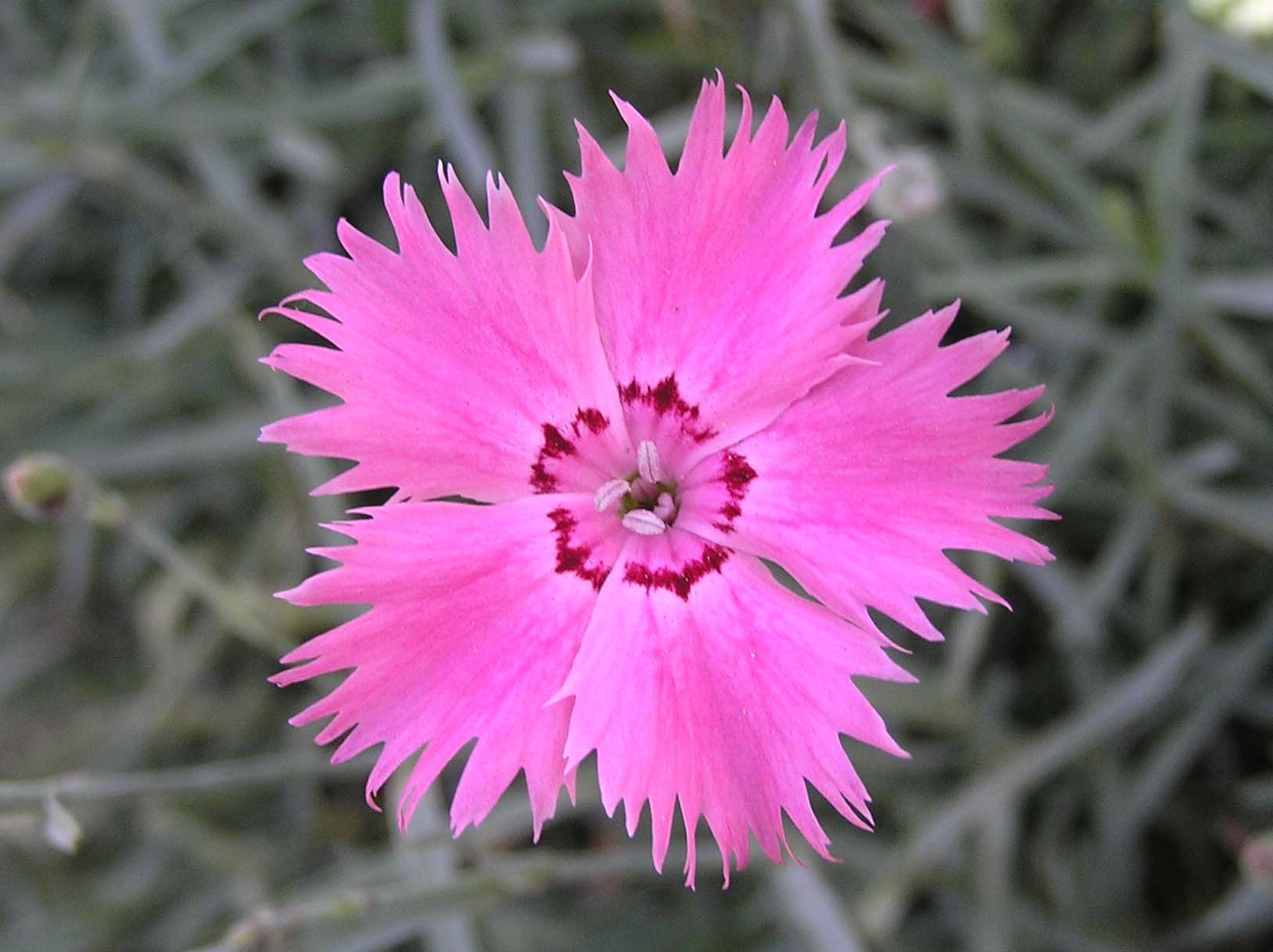
صورة مقربة للزهرة